# 源馬大貴
源馬 大貴（げんま だいき、1992年8月4日 - ）は、日本の元男性声優。

## 経歴・人物
静岡県出身。アミューズメントメディア総合学院声優タレント学科卒業。ホーリーピークボイスアクターズスクールにも在学した。
2017年11月27日にインターネットラジオ「ストロベリーセッション」2期のパーソナリティを卒業した直後よりツイッターの更新が停止し、のちにアカウントが削除されたため、現在は声優業から退いたものと見られる。
声優引退後は、カーディーラー専門の自動車リサイクル部品の卸売店である富士金属興業（ドラゴンパーツ）に、フロント担当として勤務。2021年12月に発足した、同社のeスポーツ部の部員としても活動し、『グランツーリスモSPORT』をプレーしている。
趣味は散歩で、好きなものは甘いもの、お喋り、運動。愛車はプリウス（ZVW51）。

## 出演

### OVA
2015年
- 12歳。 〜boy friend age3〜（男子生徒1）※ちゃお2015年11月号付録『ちゃおちゃおTV!』収録

### ゲーム
2014年
- 戦場のウエディング（運命の花婿 ロミオ）

2015年
- 東京ファントム

### 舞台
- 朗読劇「カミサマ未満」（2014年8月25日、ニッポン放送イマジンスタジオ）[7]
- 劇団 神保町界隈 第3回公演「スタア誕生 神ボーイズ始動」（2015年10月7日 - 11日、テアトルBONBON）- 誠也 役[8][9]

### BLCD
- 私立オメガ学園 戸惑いの下僕編（2016年、三上透也）
- 私立オメガ学園 偽りのヴァイオリニスト編（2016年、ベン・シュナイダー）
- 男子校REC! 放課後★告白大作戦編（2016年、竹内）
- 居残り授業（2017年、羽森優）

### ラジオ
※はインターネット配信。
- 神ボーイズがスタア目指してがんばるラジオ〜略して神ラジ〜（2015年 - 2016年、ニコニコ生放送「ホーリーピークチャンネル」※）
- オメガラジオ（2016年 - 2017年、ニコニコ生放送「花梨チャンネル」※・FRESH!※）
- ストロベリーセッション 2期（2017年、ニコニコ生放送「花梨チャンネル」※）[10]

## ディスコグラフィ

### キャラクターソング
| 発売日        | タイトル        | 歌         | 楽曲                | 備考                                                           |
| ------------- | --------------- | ---------- | ------------------- | -------------------------------------------------------------- |
| 2015年9月30日 | Baby I Love You | 神ボーイズ | 「Baby I Love You」 | 劇団「神保町界隈」第3回公演「スタア誕生 神ボーイズ始動」主題歌 |
| 2015年9月30日 | Baby I Love You | 神ボーイズ | 「自由になりたい」  | 劇団「神保町界隈」第3回公演「スタア誕生 神ボーイズ始動」挿入歌 |

### ユニットメンバー
1. ↑  光富崇雄、ジェイムズ虹咲、佐々木亮、林真乃介、源馬大貴